# Boaz Myhill
Glyn Oliver Myhill (* 9. November 1982 in Modesto, Kalifornien), genannt Boaz Myhill, ist ein ehemaliger walisischer Fußballspieler mit amerikanischen Wurzeln.

## Karriere

### Aston Villa
Boaz Myhill kam im Alter von 12 Jahren zu Aston Villa.
Im Januar 2002 unterzeichnete der damals 19-jährige einen Leihvertrag mit Stoke City, wo er als Ersatzmann für Neil Cutler, den Stammtorhüter, diente. Jedoch wurde er schon nach einer Woche von Aston Villa zurückgerufen.
Nach dem kurzen Abstecher nach Stoke City wurde er für drei Monate an Bristol City verliehen, wo er ebenfalls nur als Ersatzmann gedacht war und so zu keinem einzigen Einsatz kam.
Myhill gab sein erstes Profispiel im November 2002, in der First Division, als er an Bradford City ausgeliehen war. Jedoch lief dieses Spiel alles andere als gut für Myhill, den er kassierte gegen Sheffield United fünf Gegentore.
Nach drei Monaten bei Bradford City wurde er für drei Monate an Macclesfield Town verliehen. Macclesfield Manager David Moss war bemüht die Ausleihzeit zu verlängern, jedoch wurde er Ende 2003 von Aston Villa zurückgeholt und schließlich an Stockport County verliehen.

### Hull City
Nach der langen Odyssee, wurde Myhill schließlich an Hull City verkauft. Bei Hull City wurde Myhill von Manager Peter Taylor eine positive Perspektive prophezeit. So kam es, dass Myhill am 13. Dezember 2003 einen zweieinhalbjahre Vertrag mit den „Tigers“ unterschrieb. Seit seiner Vertragsunterzeichnung bei Hull City entwickelte Myhill schnell zum Liebling der Fans und zu einer wichtigen Stütze des Teams.
In der Saison 2004/2005 verhalf Myhill Hull City zum Aufstieg von der Third Division in die Football League Championship und verpasste die ganze Saison über nur ein einziges Spiel. In der Saison 2005/2006 war Myhill ebenfalls in großartiger Verfassung und konnte nur ein Spiel nicht für Hull City bestreiten. Im Spiel gegen Stoke City sorgte er mit zwei gehaltenen Strafstößen für großes Aufsehen, woraufhin die Fans mit Spruchbänder „Myhill for England“ forderten, das Myhill in die englische Nationalmannschaft berufen werden solle. Am Ende der Saison wurde er zum Klubspieler des Jahres gewählt und wurde als höchstplatziertester Torhüter in die Liste der Top-50-Spieler der Liga gewählt.
Im August 2007 verlängerte Myhill seiner Vertrag vorzeitig um weitere drei Jahre. In der folgenden Saison konnte durch gute Leistungen der Aufstieg in die Premier League geschafft werden. Zusammen mit seinen Teamkollegen Ian Ashbee, Andy Dawson und Ryan France ist Myhill einer der wenigen Spieler die Hull City durch vier verschiedene Ligen begleiteten.
Zu Anfang der Saison 2009/2010 konnte Myhill mit guten Leistungen aufwarten. Dadurch wurde sein Vertrag bis Juni 2012 verlängert.
Zum Ende der Saison 2009/10 verließ er den Verein in Richtung West Bromwich Albion. Insgesamt bestritt er 257 Ligaspiele für Hull City.

### West Bromwich Albion
Am 29. Juli 2010 akzeptierte Hull City ein £1.5 Millionen Angebote für Myhill von West Bromwich Albion. Offiziell schloss sich Myhill dem Premier-League-Aufsteiger am 30. Juli 2010 an.
Am 29. Juli 2011 wechselte Boaz Myhill für eine Saison auf Leihbasis zu Birmingham City.

## International
Obwohl Myhill in den Vereinigten Staaten zur Welt kam, spielte er für die englische Jugendnationalmannschaft, in der Hoffnung so den Sprung in die Nationalmannschaft Amerikas zu schaffen.
Anfang 2006 bot sich Myhill die Möglichkeit für Wales zu spielen, aber Myhill lehnte dieses Angebot aus familiären Gründen ab. Am 17. März 2008 wurde er erstmals in die walisische Nationalmannschaft berufen, kam jedoch nicht zum Einsatz. Sein erstes Spiel in der A-Nationalmannschaft bestritt er am 26. März 2008, als er in der Halbzeitpause für Lewis Price beim 2:0-Sieg gegen Luxemburg eingewechselt wurde.

## Familie
Boaz Myhill wurde in Modesto, Kalifornien geboren. Sein Vater stammt aus den USA und seine Mutter kam aus dem walisischen Ort Llangollen. Als Myhill ein Jahr alt war, zog seine Familie nach England. Er ging dort in die Marches School in Oswestry, welches an der Grenze zu Wales liegt. Während seiner Jugendzeit war er erst Mittelfeldspieler und spielte bei dem lokalen Verein Oswestry Boys Club.
Sein hebräischer Rufname Boaz kommt daher, dass seine Eltern gerne nach Israel reisten. Eigentlich wollten sie ihren Sohn so nennen, wurden aber von Verwandten davon abgehalten. Trotzdem blieb der Name weiterhin als Rufname haften.